# سعد الحجري
سعد بن سعيد الحجري ( 1375 هـ -  ) هو داعية إسلامي من أهل السنة والجماعة

## نشأته
ولد في قرية آل غليظ إحدى ضواحي مدينة أبها في عام 1375هـ ونشأ في أسرة صالحة وكانت متوسطة الحال وقليلة التعلم لقلة العلم والعلماء.

## حياته العلمية
تخرج من المعهد العلمي في أبها بتقدير ممتاز ثم أكمل تعليمه الجامعي في كلية الشريعة في الرياض وزاد تحصيله العلمي عندما جلس بين أيدي العلماء الأجلاء وكان تخرجه عام 1396-1397هـ.

## حياته العملية
عين معيداً في كلية الشريعة عند تخرجه ولكن لظرف حال دون الإعادة انتقل إلى هيئة الأمر بالمعروف والنهي عن المنكر وعين مساعداً لرئيس هيئات عسير من 25/9/1397هـ إلى 27/12/1404هـ.
وقد انتقل بعد العمل بالهيئة إلى فرع جامعة الإمام محمد بن سعود الإسلامية بالجنوب على وظيفة معيد لإكمال دراسته ولكن ظروفه القاسية لم تهيئ له المواصلة والله غالب على أمره, وقد اشتغل أثناء عمله في فرع الجامعة بوظيفة مدير الشئون المالية والإدارية ثم انتقل بعد ذلك إلى المعهد العلمي في أبها من 1/5/1406هـ  وكذالك إمام وخطيب لجامع آل الغليظ من 1/2/1398هـ إلى عام1427هـ ثم انتقل إلى جامع الإمام البخاري الكبير بأبها وأصبح خطيبا فيه حتى الآن ، وقد شارك مع هيئة الأمر بالمعروف والنهي عن المنكر في الحج من عام 1398هـ  إلى عام 1404هـ وشارك مع التوعية الإسلامية في الحج من 1414هـ والان عين كمفتي ومديرا لفرع الرئاسة العامة للبحوث العلمية والافتاء بالمنطقة الجنوبية.

## مشايخه
تلقى العلم على أيدي مشايخ فضلاء وعلماء نبلاء منهم:
1. الشيخ: عبد العزيز بن باز.
2. الشيخ : عبد الله بن يوسف الوابل.
3. الشيخ : محمد بن صالح العثيمين.
4. الشيخ : عبد الله بن جبرين.
5. الشيخ : صالح الفوزان.

وغيرهم من المشايخ الفضلاء.
ومنهم من تلقى العلم عنهم في المعهد العلمي في أبها وهم:
1. الشيخ : إبراهيم أحمد سير.
2. الشيخ : يحي علي معافي.

ومنهم من تلقى العلم عنهم في الكلية وهم.
1. الشيخ : عبد العزيز بن عبد الله آل الشيخ.
2. الشيخ : صالح الأطرم.
3. الشيخ : صالح بن علي ناصر.
4. الشيخ : عبد الرحمن البراك.
5. الشيخ : حمود العقلا.
6. الشيخ : عبد العزيز بن محمد الداود.
7. الشيخ : مناع القطان.
8. الشيخ : عبد الفتاح أبو غده.

وغيرهم الكثير.

## دروسه العلمية
بدأت دروسه العلمية في عام 1408هـ وكان أول دروسه العلمية درس عام يلقيه على طلاب العلم والعامة في مسجده بآل غليظ, ثم خص طلاب العلم بدروس في العقيدة والفقه والتفسير والفرائض.
- السبت : شرح زاد المستقنع في جامع آل غليظ .
- الأحد : تفسير القرآن الكريم في جامع الراجحي بأبها.
- الإثنين: شرح متون علمية في جامع آل غليظ
- الثلاثاء: درس شهري متنقل في كل من : أبها ، خميس مشيط ، أحد رفيدة ، المدينة العسكرية .
- من الأربعاء إلى الجمعة محاضرات ( وهكذا على مدار العام )

## مؤلفاته
له عدة مؤلفات منها المطبوع ومنها غير المطبوع, ومن المطبوع:
- 1.    الخوف من الله
- 2.    عيوب القلوب
- 3.    منكرات الأعراس
- 4.    داء العصر (الغفلة)
- 5.    كيف تحاسب نفسك
- 6.    فاكهة المفاليس
- 7.    فضائل العشر وأحكام الأضحية والنحر.
- 8.    فضل لا إله إلا الله.
- 9.    موعظة الموت.
- 10.   المعادن النفيسة.
- 11.   حاجتنا إلى الشكر.
- 12.   السابقون إلى الخيرات.
- 13.   لهو الحديث.
- 14.   الأمر بالمعروف والنهي عن المنكر.
- 15.   بشرى للمرضى.
- 16.   فضائل رمضان.
- 17.   الإجازة بين الحفظ والضياع.
- 18.   كيف تحفظ نفسك؟.
- 19.   وفي أنفسكم أفلا تبصرون.
- 20.   وداع العام.
- 21.   خير متاع الدنيا.
- 22.   أول منازل الآخرة (القبر)
- 23.   إن سعيكم لشتى.
- 24.   لمثل هذا فليعمل العاملون.
- 25.   أحكام سجود السهو من زاد المستقنع.
- 26.   الأعمال بالخواتيم.
- 27.   اتق دعوة المظلوم.
- 28.   تذكير الأنام بدروس الصيام.
- 29.   أفضل أيام الدنيا.
- 30.   الحج المبرور.
- 31.   المنن الربانية شرح الأربعين النووية.
- 32.   الفرائض الميسرة.
- 33.   المنسك الميسر للحاج والمعتمر
- 34. الفتح والسداد في شرح الزاد ( 5 مجلدات )

ومنها الذي ينتظر الطبع مثل :
- 1.    الفائزون
- 2.    الليالي المباركات.
- 3.    الوصايا الذهبية.
- 4.    نفائس المحاربة من خطب المنابر.
- 5.    شرح كتاب الطهارة من زاد المستقنع.
- 6.    شرح العقيدة الواسطية.
- 7.    تفسير سورة البقرة.
- 8.    كيف نعالج المنكرات؟.
- 9.    المخرج من الفتن.
- 10.   أسباب النصر.
- 11.   موانع الإجابة.
- 12.   مفاسد الغناء.

وغيرها من الكتب  كما له أشرطة كثيرة جداً
وله طلاب كثير يعرف بعضهم ولا يعرف أكثرهم ولا يزال عددٌ كثيرٌ غيرهم يتلقون العلم على يده إلى الآن.
نسأل الله تعالى أن يجعل عمله خالصاً لوجهه الكريم وأن يحفظه في دينه ودنياه.

## وصلات خارجية
- محاضرة فتنة الدنيا للشيخ سعد بن سعيد الحجري على يوتيوب
- محاضرة اغتنام الأوقات للشيخ سعد بن سعيد الحجري على يوتيوب
- صفحة الشيخ سعد الحجري على موقع طريق الإسلام
- جمع كبير من دروس الشيخ سعد الحجري الصوتية على موقع الإسلام ويب